# Charles D. Coryell
Charles DuBois Coryell (Los Ángeles, Estados Unidos, 21 de febrero de 1912 - Lexington (Massachusetts), Estados Unidos, 7 de enero de 1971) fue un químico estadounidense que participó en el descubrimiento del elemento de número atómico 61: el prometio.

## Formación académica y carrera profesional
Se licenció en química en 1932 en el Instituto Tecnológico de California. Realizó una estancia en Alemania y, a su vuelta, Coryell obtuvo su doctorado en el Instituto Tecnológico de California en 1935. Durante la década de 1930 se dedicó a la investigación sobre la estructura de la hemoglobina en asociación con Linus Pauling. También fue profesor en la Universidad de California Los Ángeles (UCLA) hasta 1942. Creó los términos exergónico y endergónico.

## Proyecto Manhattan
En 1942, comenzó a participar en el Proyecto Manhattan, siendo Jefe de la Sección de Productos de fisión, tanto en la Universidad de Chicago (1.942 a 1.946) como en los laboratorios Clinton (en la actualidad Oak Ridge National Laboratory) en Oak Ridge, Tennessee (1943-1946). Su grupo tenía la responsabilidad de la caracterización de los isótopos radiactivos creados por la fisión del uranio y del desarrollo de un proceso de separación química del plutonio.

## Descubrimiento del prometio
En 1945 era miembro del equipo de Laboratorios Clinton, junto a Jacob Marinsky y Lawrence E. Glendenin, que aislaron el último elemento de las tierras raras no conocido (Z=61). Marinsky y Glendenin produjeron el prometio tanto por extracción a partir de productos de fisión y mediante el bombardeo de neodimio con neutrones. Se aisló utilizando cromatografía de intercambio iónico. La publicación del hallazgo se retrasó hasta que hubo finalizado la guerra. Marinsky y Glendenin anunciaron el descubrimiento en una reunión de la American Chemical Society en septiembre de 1947. Atendiendo a una sugerencia de la esposa de Coryell, el equipo bautizó el nuevo elemento en honor del mítico Prometeo, que robó el fuego a los dioses y fue castigado por dicho acto por Zeus. Se consideró también el nombre "clintonium" por la instalación donde fue aislado.
Coryell fue uno de los científicos del Proyecto Manhattan que, en 1945, firmaron la petición de Szilard instando al presidente Harry S. Truman a no utilizar la primera bomba atómica "sin restricciones", pidiéndole que en su lugar "describiese y demostrase" su poder y diese a Japón "la oportunidad de considerar las consecuencias de la negativa a rendirse."

## Tras la guerra
Con el Dr. Nathan Sugarman, Coryell fue coeditor de Radiochemical Studies: The Fission Projects, un volumen de 336 trabajos de investigación del Proyecto Manhattan.
Después de la Segunda Guerra Mundial se incorporó al Instituto de Tecnología de Massachusetts (MIT) en 1945 como miembro del departamento de química inorgánica y radioquímica. En el MIT dirigió la investigación sobre la estructura fina de la fisión y la teoría de la desintegración beta hasta su muerte en 1971.

## Premios y distinciones
Fue nombrado miembro de diversas sociedades científicas: American Academy of Arts and Sciences, American Physical Society, American Association for the Advancement of Science y la American Nuclear Society.
En 1954 recibió la Beca Louis Lipsky en el Instituto Weizmann de Ciencias en Rehovot, Israel. En 1960 recibió el Premio Glenn T. Seaborg de Química Nuclear otorgado por la American Chemical Society. En su honor se otorga cada año el Premio Charles D. Coryell de la División de Química y Tecnología Nucleares de la American Chemical Society, que se concede a estudiantes de pregrado que realizan proyectos de investigación en áreas relacionadas con la química nuclear.